# Tanjung Pura (Bandar)

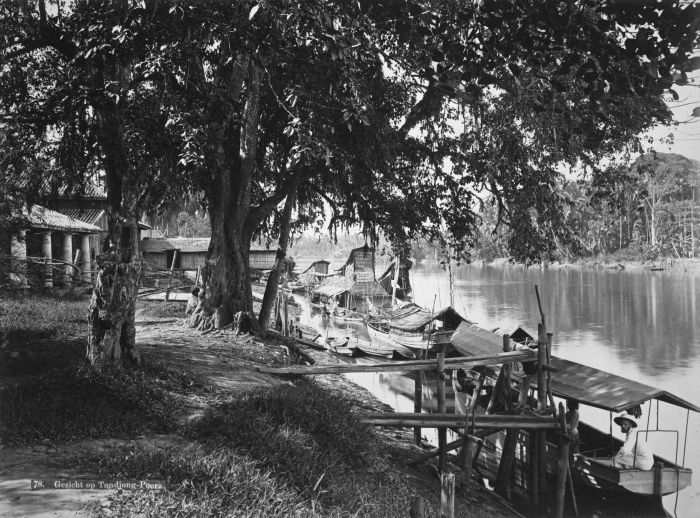
Riviergezicht met prauwen bij Tandjong Poera (1888).

Tanjung Pura is een plaats in het bestuurlijke gebied Bener Meriah in de provincie Atjeh, Indonesië. Het dorp telt 571 inwoners (volkstelling 2010).